# پل منجم‌باشی
پل منجم باشی مربوط به دوره قاجار است و در تبریز، چایکنار، تقاطع منجم، پل پنجم، میدان منجم واقع شده و این اثر در تاریخ ۱۱ مرداد ۱۳۸۴ با شمارهٔ ثبت ۱۲۴۳۵ به‌عنوان یکی از آثار ملی ایران به ثبت رسیده است.